# After Tomorrow
After Tomorrow is een Amerikaanse dramafilm uit 1932 onder regie van Frank Borzage.

## Verhaal
Peter Piper is al jaren verloofd met Sidney Taylor. Door financiële en familiale omstandigheden hebben ze hun bruiloft aldoor moeten uitstellen. De moeder van Sidney denkt alleen maar aan zichzelf en de aanhankelijke moeder van Peter kan de gedachte niet verdragen dat haar zoon op een dag het ouderlijk huis zal verlaten.

## Rolverdeling
| Acteur              | Personage          |
| ------------------- | ------------------ |
| Charles Farrell     | Peter Piper        |
| Marian Nixon        | Sidney Taylor      |
| Minna Gombell       | Else Taylor        |
| William Collier sr. | Willie Taylor      |
| Josephine Hull      | Mevrouw Piper      |
| William Pawley      | Malcolm Jarvis     |
| Greta Granstedt     | Betty              |
| Ferdinand Munier    | Mijnheer Beardsley |
| Nora Lane           | Florence Blandy    |